# Numidio Quadrato (estación)
Numidio Quadrato es una estación de la línea A del Metro de Roma, en el distrito Quadraro. Se encuentra en la intersección de Via Tuscolana con las vía Scribonio Curione. Recibe el nombre de Marco Numidio Quadrato, senador romano y sobrino del emperador Marco Aurelio.

## Historia
La estación Numidio Quadrato fue construida como parte del primer tramo (de Ottaviano a Anagnina) de la línea A del metro, entrando en servicio el 16 de febrero de 1980.
La estación recupera el nombre de la ahora extinta via Numidio Quadrato, que fue destruida para elaborar el proyecto de la línea A.
El vestíbulo de la estación alberga varios mosaicos realizados por ganadores del Premio Artemetro Roma.
La estación cuenta con andenes más anchos que el promedio de otras estaciones debido a que, en el proyecto de la línea D realizado en la década de 1970, se planeó que Numidio Quadrato fuera una estación de combinación. Esto además explica que no posee un atrio común a las dos direcciones, ya que se esperaba que la línea D pasara subterraneamente a la estación original de la línea A.
Después de haber sido revisado por completo el proyecto de la línea D en la década de 2000, esta pasaría por áreas completamente diferentes de la ciudad, por lo que no se espera ningún cambio en Numidio Quadrato.